# 東黑文 (康乃狄克州)
東希文（英語：East Haven）是一個位於美國康乃狄克州新哈芬縣的城鎮。

## 地理
東黑文的座標為41°17′44″N 72°51′45″W / 41.29556°N 72.86250°W，而該地的平均海拔高度為9米（即30英尺）。

## 人口
根據2010年美國人口普查的數據，東黑文的面積為34.80平方千米，當中陸地面積為31.80平方千米，而水域面積為3.00平方千米。當地共有人口29257人，而人口密度為每平方千米840.72人。